# Nature morte aux bouteilles et aux livres
Nature morte aux bouteilles et aux livres est une peinture à l'huile sur bois (chêne) de la Renaissance allemande réalisée par un artiste anonyme de l'Allemagne du Nord vers 1530 (?) et conservée au musée Unterlinden à Colmar en France.

## Datation
L'étude dendrochronologique du chêne donne 1518 comme année d'abattage de l'arbre, permettant une datation de l'œuvre autour de 1530.

## Description
Une niche ouverte sous une petite armoire permet de découvrir un certain nombre de curiosités. Un des battants, normalement fermé à clef, a été laissé entrouvert ; les clefs sont accrochées à un petit anneau situé sous le verrou.

## Analyse
En laissant le battant de l'armoire entrouvert, l'artiste donne vie au panneau, qui dès lors n'est plus une simple « nature morte ».
Le livre rouge porte sur ses fermoirs les inscriptions « Ihesus » et « Maria ». Un nécessaire contenant de l'encre et une plume est rangé au-dessus du livre, indiquant que le lecteur manie aussi l'écriture. La petite gourde à l'étiquette « für Zahnwe » (« pour le mal de dents » en ancien allemand), le pot d'onguents, le récipient en osier protégeant un urinal en verre et un bézoard, reconnu comme remède au Moyen Âge, installés dans la niche, désignent leur propriétaire comme un médecin. Celui-ci a commandé ce tableau afin de l'encastrer dans un lambris formant trompe-l'œil dans son intérieur du nord de l'Allemagne, comme le prouve le motif de ferrure, typique de cette région.

## Expositions
Cette peinture est exposée dans le cadre de l'exposition Les Choses. Une histoire de la nature morte au musée du Louvre du 12 octobre 2022 au 23 janvier 2023, parmi les œuvres de l'espace nommé « Émancipation ».